# Helen Lundeberg/Eyeliner
«Helen Lundeberg/Eyeliner» es un sencillo de la banda Sonic Youth, perteneciente al álbum Rather Ripped, publicado en 2006 por el sello propio de la banda SYR en formato 7".
Incluye solo dos canciones, Helen Lundeberg y Eyeliner, las cuales fueron parte de las grabaciones para el álbum, pero finalmente solo fueron lanzadas como bonus track en la versión en CD del Reino Unido.

## Lista de canciones
| N.º   | Título            | Duración |  |
| 1.    | «Helen Lundeberg» | 4:38     |  |
| 2.    | «Eyeliner»        | 5:44     |  |
| 10:22 |                   |          |  |